# 头孢丙烯
头孢丙烯（英语：Cefprozil）属于第二代頭孢菌素抗生素。它可以被用来治疗鼻窦炎、咽炎、扁桃体炎、耳炎或者其他细菌感染如皮肤及软组织感染及慢性阻塞性肺疾病急性加重。头孢丙烯可以采用片剂或是混悬剂形式。
头孢丙烯最初于1983年发现，并于1992年获得批准，它由百时美施贵宝公司以商品名Cefzil出售，直到2010年品牌名称版本停产。但是它仍然可以从不同的公司获得其非专利形式。